# Александровка 2-я (Репьёвский район)
Алекса́ндровка 2-я — хутор в Репьёвском районе Воронежской области Российской Федерации.
Входит в состав Россошанского сельского поселения.

## Население
| 2010 |
| ---- |
| 12   |

## Улицы
На хуторе имеется одна улица — Потоловская.